# Vučja Lokva
Vučja Lokva (cyr. Вучја Локва) – wieś w Serbii, w okręgu raskim, w mieście Novi Pazar. W 2011 roku liczyła 7 mieszkańców.